# Obbola Ångsågs AB

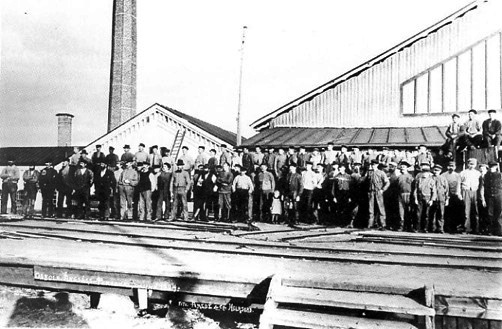
Obbola ångsågs arbetsstyrka uppställd framför sågen 1904.

Obbola Ångsågs AB var ett trävaruföretag i Obbola i Västerbotten under perioden 1889–1902. Efter att företaget övertagits av Holmsunds AB fortsatte verksamheten vid sågverket till 1909, då anläggningen förstördes i en brand.

## Bakgrund
Obbola Ångsåg tillkom som en följd av att två sågverksföretag, Baggböle sågverk och Sandviks Ångsågs AB, under 1800-talet fick en helt dominerande ställning inom Umeälvens vidsträckta vattensystem och samarbetade vid virkesauktionerna för att hålla priserna nere. Den svenska staten erbjöd därför stora avverkningsrätter på tolv år till en köpare som förband sig att anlägga ett nytt sågverk. Flera spekulanter försökte hitta lämpliga industritomter kring Umeälvens mynningsområde men motarbetades aktivt av Baggböle och Sandvik.
År 1884 lyckades till sist några sågverksintressenter från Sundsvallsområdet köpa det landområde, där SCA Packaging nu ligger, av Obbola byamän. Den 17 april 1889 bildades Obbola Ångsågs AB med Lars Ulrik Öqvist vid Eriksdals sågverk på Alnön som huvudman. Två andra sågverkspatroner blev också stora aktieägare: Gustaf Johansson vid Johannedals Trävaru AB på Alnön och Magnus Forsell från Ortvikens sågverk norr om Sundsvall.
De avverkningsrätter som Obbola Ångsågs AB från starten tecknade kontrakt om löpte på tolv år och omfattade 969 935 träd, främst tall. Det var mer än den hälften av den planerade förbrukningen. Avverkningsrätterna var belägna i Vindelns, Sorsele och Lycksele kommuner. Därifrån skulle virket flottas till Obbola på Umeälven.

## Sågverket byggs upp
Det nystartade bolaget fick sitt huvudkontor i Sundsvall, skogskontor i Lycksele och sågverkskontor i Obbola. I Obbola byggdes det enskeppiga såghuset snabbt upp under 1889 och försågs med tio ramsågar. En stor brädgård anlades norr om sågverket och en mindre brädgård söder om verket. Intill den mindre brädgården iordningställdes också en kolgård för kolning av sågverksavfallet. Det timmer som skulle sågas lagrades innanför Laxgårdshällan. Till förvaltare utsågs Olof Schüssler, som dittills varit anställd vid Iggesunds bruk. Han fick sin bostad i en herrgård ovanför brädgården. För arbetarna byggdes fyra baracker, två i anslutning till sågen och två vid den norra delen av brädgården.
Sågningen inleddes i december 1889. Under 1890 sågades nästan 180 000 timmer. Antalet anställda var till en början 150, men uppgick periodvis till 300. Förutom från Obbola kom arbetarna från Skellefteå-, Ådalen- och Sundsvallsdistrikten samt även längre söderifrån. Obbola bys befolkning uppgick innan sågen startade till ca 285 personer.

## Sågverket säljs och brinner ned
År 1902, när de tolvåriga avverkningsrätterna hade löpt ut, såldes Obbola Ångsågs AB till närmaste konkurrenten, Holmsunds AB, efterföljare till Baggböle sågverk. Därmed fanns det åter bara två stora bolag vid Umeälven.
Verksamheten fortsatte under den nya ägaren, men antalet sågramar minskades till sex. I juli 1909 brann sågverket ned. I dess ställe anlades den pappersmassaindustri som utvecklades till det som idag heter SCA Packaging.